# Музей Михая Мункачи
Музей имени Михая Мункачи (венг. Munkácsy Mihály Múzeum) — музей в центре венгерского города Бекешчаба, основанный в 1899 году; располагает постоянной коллекцией предметов как прикладного искусства, так и изобразительного искусства, к которым в XXI веке был добавлен фонд из 50 000 фотографий. Здание в стиле неоклассицизм было построено в 1913 году; в 1951 музей был назван в честь художника Михая Мункачи.

## История и описание
Музей имени Михая Мункачи является центральным художественным музеем медье Бекеш; он был основан в городе Бекешчаба местной Ассоциацией музеев в 1899 году. В связи с ростом музейной коллекции, городские власти запланировали постройку нового здания, проект которого был заказан у местного архитектора Лайоша Вагнера. Неоклассическое здание по адресу улица Сечени, дом 9 было построено в 1913 году и открыто через год. Уже в советское время, в 1951 году, музей был назван в честь художника Михая Мункачи; в 1959 году перед музеем был установлен памятник художнику. В 1978 году здание было расширено; в 2000-х годах музей был модернизирован.
Первоначально музей являлся полноценным культурным центром: в период между двумя мировыми войнами он был помещением, в котором проходили публичные чтения и музыкальные вечера. Со своими произведениями в музее выступали Дьюла Ийеш, Жигмонд Мориц и Лёринц Сабо. В начале XXI века в коллекциях музея насчитывалось около 170 000 археологических и 10 000 этнографических экспонатов; их дополняли 5500 предметов изобразительного искусства и 4500 предметов прикладного искусства; фонды постоянно расширялись. В 2008 году музей был удостоен награды «Музей для посетителей» (венг. Látogatóbarát-Múzeum).